# Rembold I. (Isenburg)

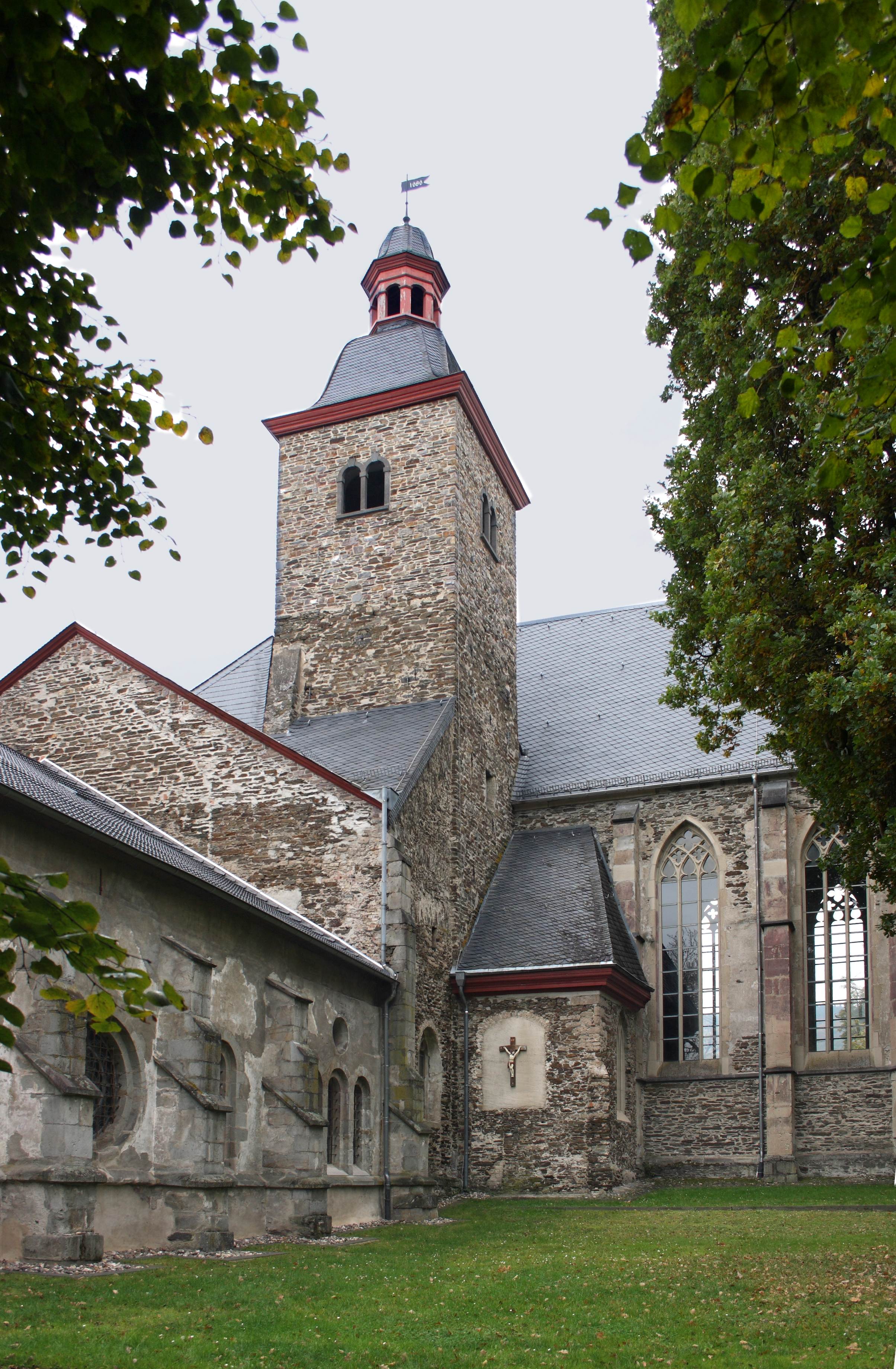
Blick auf die rekonstruierte Kirche der Abtei Rommersdorf

Rembold I. von Isenburg, auch Rembaldus, Reimbald, Reinbold oder Reginbold (* um 1045; † nach 1117) war spätestens seit 1088 Herr von Rommersdorf und nannte sich ab 1100 nach der mit seinem Bruder Gerlach I. erbauten Burg Isenburg. Im Jahr 1110 werden beide als Grafen erwähnt. Rembold stiftete um das Jahr 1117 das Kloster Rommersdorf.

## Leben und Wirken

### Herkunft und Familie
Rembold entstammte dem seit Mitte des 9. Jahrhunderts auftauchenden fränkischen Geschlecht der Isenburger, das sich durch die immer wieder vorkommenden Namen Reginbold und Gerlach kennzeichnete. Nach Isenburg nannte sich das Geschlecht erst seit Anfang des 12. Jahrhunderts. Rembold und sein Bruder Gerlach waren Söhne eines nach 1075 gestorbenen Reginbold, der erstmals in trierischen Urkunden aus den Jahren 1041 und 1042 mit seinem Bruder Gerlach in Hönningen auftauchte. Reginbold und Rembolds Onkel Gerlach tauchen außerdem in Urkunden aus dem Maifeldgau auf, in denen sie als Grafen bezeichnet werden.

### Herrschaftsantritt und Ersterwähnung als Graf
Rembold wird zuerst 1070 mit seinem Bruder als Zeuge einer Schenkung an St. Florin in Koblenz erwähnt, wobei er weder als Graf noch als Herr bezeichnet wird. Erneut wird er 1088 mit Gerlach als Zeuge einer Schenkung von Heinrich II. von Laach erwähnt, diesmal mit dem Namen von Rommersdorf. Vermutlich erbten die Brüder zwischen 1075 und 1088 die Besitze ihres Vaters, darunter die Vogteirechte in Hönningen sowie die Besitzungen in der Eifel und um Rommersdorf, bevor sie sich nach ihrem neuen Herrenhof in Rommersdorf nannten. Auffällig ist, dass in allen Urkunden Gerlach an erster Stelle genannt wird. Wahrscheinlich war Rembold der zweitgeborene Sohn Reginbolds. 
1092 wurde sein Bruder als Vogt von Hönningen genannt. Diesen Titel erbte er mit einiger Sicherheit von seinem Vater, was zeigt, dass Gerlach das größte Erbe seines Vaters antrat. Rembold wird in der gefälschten Laacher Stiftungsurkunde Pfalzgraf Heinrichs von 1093 bereits als Graf von Isenburg erwähnt, die zwei Brüder bauten aber erst um 1100 im Saynbachtal an der Einmündung der Iser die Isenburg, die als deren neuer Stammsitz dienen sollte.
Nach dem Bau der Isenburg werden die Brüder wieder 1107, 1109 und 1110 in kölnischen Urkunden erwähnt, in letzterer werden sie beide als Grafen bezeichnet. Zuletzt wird Rembold im Jahr 1017 als Reginbold von Rommersdorf in einer Urkunde Erzbischof Brunos von Trier für die Schaffhausener Propstei Lipporn. Besitze der Brüder waren wohl unter anderem die Grundherrschaften Dierdorf, Heimbach, Urbach, Lahr, Heddesdorf, Breitenau, Niederbieber und Marienrachdorf. Einige dieser Grundherrschaften waren Lehen von Trier, Köln oder des Stifts Dietkirchen. Über einen Großteil der genannten Grundherrschaften waren die Grafen von Isenburg auch Vögte. Eigentum der Isenburger waren das Dorf Rommersdorf, Kleinmaischeid und Niederwambach, die Höfe zu Gladbach, Roth, Aldesteden und vielleicht die Höfe Niederhofen, Steinebach und Langendorf.

### Klostergründung und Nachfolge
Nach seiner letzten Erwähnung um 1117 stiftete er das Kloster Rommersdorf, dem er große Teile des vorgenannten Eigenbesitzes schenkte. Das Kloster wurde mit Schaffhausener Mönchen besetzt, doch schon nach wenigen Jahren verließen die Benediktiner den Ort wieder. Als Grund ist wohl die zu große Armut der Niederlassung anzunehmen. Nachdem die Benediktiner gegangen waren, verfiel Rommersdorf nach und nach, bis die Abtei unter dem Trierer Erzbischof Albero von Montreuil um 1135 wieder besiedelt wurde. Da Rembold selbst kinderlos war, übernahm Rembolds Neffe Rembold II. (* um 1070) seine Besitzungen, falls er bis dahin noch welche besaß. Rembolds Bruder starb bereits um 1010, weshalb Rembold II. schon vor Rembolds Tod als Graf von Isenburg amtierte. 
Rembold II. heiratete um 1100 Katharina von Arnstein, Tochter des Grafen Ludwig I. von Arnstein und Tante des letzten Arnsteiners, Ludwig III. von Arnstein. Nachdem Ludwig III. ebenfalls seine Burg in ein Kloster umgebaut hatte, erbten 1140 die Söhne Rembolds II. seine Grafschaft im Einrichgau.